# Гусар (Альберта)
Гусар (англ. Hussar) — село в Канаді, у провінції Альберта, у складі муніципального району Вітленд.

## Населення
За даними перепису 2016 року, село нараховувало 190 осіб, показавши зростання на 8,0%, порівняно з 2011-м роком. Середня густина населення становила 254,8 осіб/км².
З офіційних мов обидвома одночасно володіли 5 жителів, тільки англійською — 185. Усього 10 осіб вважали рідною мовою не одну з офіційних.
Працездатне населення становило 100 осіб (74,1% усього населення), рівень безробіття — 0% (0% серед чоловіків та 0% серед жінок). 85% осіб були найманими працівниками, а 10% — самозайнятими.
Середній дохід на особу становив $12 013 (медіана $12 002), при цьому для чоловіків — $12 013, а для жінок $12 013 (медіани — $12 002 та $12 002 відповідно).
22,2% мешканців мали закінчену шкільну освіту, не мали закінченої шкільної освіти — 25,9%, 51,9% мали післяшкільну освіту, з яких 28,6% мали диплом бакалавра, або вищий, 10 осіб мали вчений ступінь.
| Статево-вікова структура населення | Статево-вікова структура населення | Статево-вікова структура населення | Статево-вікова структура населення | Статево-вікова структура населення |
| ---------------------------------- | ---------------------------------- | ---------------------------------- | ---------------------------------- | ---------------------------------- |
|                                    |                                    |                                    |                                    |                                    |
| Всього                             | Всього                             | 50,0%                              |                                    |                                    |
| 0 — 14 років                       | 0 — 14 років                       |                                    | 23,7%                              | 23,7%                              |
| 15 — 64 років                      | 15 — 64 років                      |                                    | 65,8%                              | 65,8%                              |
| 65 і більше                        | 65 і більше                        |                                    | 10,5%                              | 10,5%                              |
| 85 і більше                        | 85 і більше                        |                                    | 2,6%                               | 2,6%                               |
| Середній вік (років)               | Середній вік (років)               | 38,539,6                           | 39,0                               | 39,0                               |
| Медіана (років)                    | Медіана (років)                    | 38,542,0                           | 40,3                               | 40,3                               |
| — чоловіки — жінки                 |                                    |                                    |                                    |                                    |

| Походження мешканців:     | Походження мешканців:     | Походження мешканців: | Походження мешканців: | Походження мешканців: |
| ------------------------- | ------------------------- | --------------------- | --------------------- | --------------------- |
| Походження                |                           |                       | осіб                  | %                     |
| Корінні американці        | Корінні американці        |                       | 0                     | 0%                    |
| Інше північноамериканське | Інше північноамериканське |                       | 20                    | 12.5%                 |
| Європейське               | Європейське               |                       | 145                   | 90.63%                |
| британське                | британське                |                       | 115                   | 71.88%                |
| французьке                | французьке                |                       | 15                    | 9.38%                 |
| українське                | українське                |                       | 10                    | 6.25%                 |
| Азійське                  | Азійське                  |                       | 10                    | 6.25%                 |

| Зайнятість населення за галузями (за класифікацією NOC): | Зайнятість населення за галузями (за класифікацією NOC): | Зайнятість населення за галузями (за класифікацією NOC): | Зайнятість населення за галузями (за класифікацією NOC): | Зайнятість населення за галузями (за класифікацією NOC): |
| -------------------------------------------------------- | -------------------------------------------------------- | -------------------------------------------------------- | -------------------------------------------------------- | -------------------------------------------------------- |
|                                                          |                                                          |                                                          |                                                          |                                                          |
| Управління                                               | Управління                                               |                                                          | 21,1%                                                    | 21,1%                                                    |
| Бізнес, фінанси та адміністрування                       | Бізнес, фінанси та адміністрування                       |                                                          | 10,5%                                                    | 10,5%                                                    |
| Природничі та прикладні науки                            | Природничі та прикладні науки                            |                                                          | 10,5%                                                    | 10,5%                                                    |
| Роздрібна торгівля та послуги                            | Роздрібна торгівля та послуги                            |                                                          | 26,3%                                                    | 26,3%                                                    |
| Гуртова торгівля, транспорт та обладнання                | Гуртова торгівля, транспорт та обладнання                |                                                          | 21,1%                                                    | 21,1%                                                    |
| Природні ресурси, сільське господарство                  | Природні ресурси, сільське господарство                  |                                                          | 10,5%                                                    | 10,5%                                                    |

## Клімат
Середня річна температура становить 3,4°C, середня максимальна – 23,2°C, а середня мінімальна – -19,6°C. Середня річна кількість опадів – 375 мм.
| Клімат поселення                              | Клімат поселення | Клімат поселення | Клімат поселення | Клімат поселення | Клімат поселення | Клімат поселення | Клімат поселення | Клімат поселення | Клімат поселення | Клімат поселення | Клімат поселення | Клімат поселення | Клімат поселення |
| Показник                                      | Січ.             | Лют.             | Бер.             | Квіт.            | Трав.            | Черв.            | Лип.             | Серп.            | Вер.             | Жовт.            | Лист.            | Груд.            |                  |
| Середній максимум, °C                         | −5,66            | −1,93            | 3,64             | 11,58            | 17,75            | 21,92            | 23,18            | 22,77            | 17,50            | 11,19            | 1,96             | −4,32            |                  |
| Середня температура, °C                       | −12,63           | −8,91            | −3,31            | 4,60             | 10,78            | 14,93            | 17,08            | 16,67            | 11,40            | 5,09             | −4,12            | −10,42           |                  |
| Середній мінімум, °C                          | −19,62           | −15,89           | −10,32           | −2,37            | 3,79             | 7,97             | 10,97            | 10,56            | 5,30             | −1,01            | −10,23           | −16,52           |                  |
| Норма опадів, мм                              | 13               | 11               | 17               | 29               | 50               | 69               | 53               | 46               | 43               | 17               | 14               | 13               |                  |
| Середньомісячна швидкість вітру, м/с          | 4.17             | 3.90             | 4.30             | 4.40             | 4.30             | 4.00             | 3.60             | 3.50             | 3.80             | 4.23             | 4.40             | 4.20             |                  |
| Середньомісячна сонячна радіація, кДж/м²·день | 4160             | 7624             | 12828            | 17192            | 20702            | 22131            | 23241            | 19758            | 13756            | 8273             | 4409             | 3225             |                  |
| --------------------------------------------- | ---------------- | ---------------- | ---------------- | ---------------- | ---------------- | ---------------- | ---------------- | ---------------- | ---------------- | ---------------- | ---------------- | ---------------- | ---------------- |
| Джерело:                                      |                  |                  |                  |                  |                  |                  |                  |                  |                  |                  |                  |                  |                  |